# Hummer H2
De Hummer H2 is een terreinauto van het Amerikaanse merk Hummer. De H2 is de eerste Hummer die werd ontworpen voor consumentengebruik. De Hummer H1 is een gemodificeerd legervoertuig.

## Geschiedenis
De Hummer H2 kwam van de grond toen General Motors het recht kocht om onder de merknaam Hummer civiele versies te mogen verkopen van AM General. Tijdens de North American International Auto Show van 2001 was de H2 voor het eerst te zien. De auto kwam halverwege 2002 beschikbaar voor de verkoop in Nederland en had destijds een verkoopprijs van ongeveer €100.000.
In 2010 is het merk Hummer stopgezet door moederbedrijf General Motors. De productie van de militaire Humvee ging daarna nog wel door.

## Gebruik
General Motors heeft de H2 in de markt gezet als volledige terreinauto. De H2 kan door water van bijna een halve meter diep waden en is in staat over obstakels van 40cm hoog te rijden. De H2 kan een helling van 60% op- en afrijden en een zijwaartse helling van 40% doorstaan. Vanwege het rijklaar gewicht van bijna 3000kg van de H2 dient de bestuurder in sommige landen in het bezit te zijn van een rijbewijs voor een kleine vrachtwagen.

## H2 SUT
In 2003 kwam er een pick-up versie van de H2 op de markt. Deze beschikt nog steeds over twee zitrijen maar had tevens een laadbak achter de cabine. Onderhuids is de H2 SUT identiek aan de standaard H2.